# Marco Solari (1944)
Marco Solari (28 dicembre 1944) è un dirigente d'azienda svizzero, presidente del Locarno Film Festival dal 2000 al 2023.

## Biografia

### Origini e formazione
Nato nel 1944, Marco Solari si è laureato in scienze sociali all'università di Ginevra. 

### Carriera
Nel 1972 Marco Solari è stato nominato direttore dell'Ente Ticinese per il Turismo. 
Nel 1988 il Governo Svizzero lo designò “delegato del Consiglio Federale per le celebrazioni dei 700 anni della Confederazione svizzera”.
Nel 1992 entrò a far parte della Federazione delle Cooperative MIGROS, in qualità di amministratore delegato.
Nel 1997 lascia la carica per assumere il ruolo di vice presidente della Direzione generale della Ringier, gruppo editoriale svizzero attivo anche a livello internazionale. Esce dalla Ringier nel 2004.
È stato Presidente dell’Ente Ticinese per il Turismo, Presidente dell’associazione dei direttori degli uffici turistici, membro dei comitati direttivi di Svizzera Turismo, della fondazione svizzera aiuto alla montagna, dell’associazione Sclerosi Multipla, dell’associazione per gli scambi culturali tra Italia e Svizzera nonché del Consiglio di fondazione “Musée de l’Elysée”.
Fino al 2007, data dello scioglimento, è stato membro dell’Advisory board del Credito Svizzero.
È stato membro di comitato delle fondazioni “Accentus” e “Symphasis” del Credito Svizzero.
Dal settembre del 2000 al settembre del 2023 è stato Presidente operativo del Locarno Film Festival.
Nel 2014 riceve il premio svizzero "Milestone", come riconoscimento per la sua carriera nel settore turistico.
Nel 2018 viene insignito da parte del Presidente della Repubblica Italiana, Sergio Mattarella, “Grande Ufficiale dell'Ordine della Stella della Repubblica”.
Nel 2019 gli vengono conferiti il Premio Oertli, per la promozione dell’integrazione tra le varie regioni linguistiche della Confederazione, e il Premio Jean-Pierre Bonny per il suo impegno in favore della libertà e dei valori liberali.
Nel 2023 escono due biografie su Marco Solari: in lingua tedesca Marco Solari - Unverzichtbares Tessin di Omar Gisler (Verlag elfundzehn), e Marco Solari curato da Matilde Casasopra Bonaglia edito da Giampiero Casagrande-editore Lugano, Milano. 
Un documentario della RSI di ottanta minuti di Alessandra Gavin Müller presenta nel novembre 2023 il periodo di presidenza di Marco Solari al Locarno Film Festival.
Il 12 marzo 2024 su proposta del Municipio di Locarno, il Consiglio Comunale della città conferisce a Marco Solari la Cittadinanza Onoraria di Locarno.

## Vita privata
È sposato con Michela Oschwald, di Bellinzona. Ha due figli dal precedente matrimonio con Costanza Devoto di Buenos Aires: Luca (pilota professionista, specializzato in idrovolanti) e Giacomo (avvocato, responsabile del contributo svizzero ambasciata svizzera a Bukarest).